# Стрыевский сельский совет (Збаражский район)
Стрыевский сельский совет (укр. Стриївська сільська рада) — входит в состав
Збаражского района
Тернопольской области
Украины.
Административный центр сельского совета находится в 
с. Стрыевка.

## История
- 1940 — дата образования.

## Населённые пункты совета
- с. Стрыевка
- с. Травневое